# Richard Michael Lorenz
Richard Michael Lorenz ( n. 1942) es un botánico alemán. Ha realizado investigaciones sobre las orquídeas europeas del Mediterráneo, trfabajando en su nomenclatura, taxonomía, cartografía, distribución horizontal y vertical, historia. Realiza exploraciones botánicas a Austria, Azerbaiyán, Croacia, Chipre, Francia, Georgia, Alemania, Grecia, Italia, España, Turquía, Reino Unido

## Algunas publicaciones
- helmut Baumann, siegfried Künkele, r. Lorenz. 2004. Taxonomische Liste der Orchideen Deutschlands - Nachtrag. En: Journal Europäischer Orchideen 36 (3): 769-780, ISSN 0945-7909

- -------------------------, ----------------------------, -------------. 1989. Die nomenclatorischen Typen der von Linnaeus verof- fentlichten Namen europaischer Orchideen

### Libros
- helmut Baumann, siegfried Künkele, r. Lorenz. 2007. Guía de orquídeas de Europa, Groenlandia, Azores, Norte de África y Oriente Medio. Ed Omega, Barcelona. ISBN 978-84-282-1440-7

- -------------------------, ----------------------------, -------------. 2006. Orchideen Europas mit angrenzenden Gebieten. Editor Eugen Ulmer KG, 333 pp. ISBN 3800141620

- La abreviatura «R.Lorenz» se emplea para indicar a Richard Michael Lorenz como autoridad en la descripción y clasificación científica de los vegetales.[2]